# Friuli Isonzo Pignolo
Il Friuli Isonzo Pignolo è un vino DOC la cui produzione è consentita nella provincia di Gorizia.

## Caratteristiche organolettiche
- colore:
- odore:
- sapore: